# Horská turistika

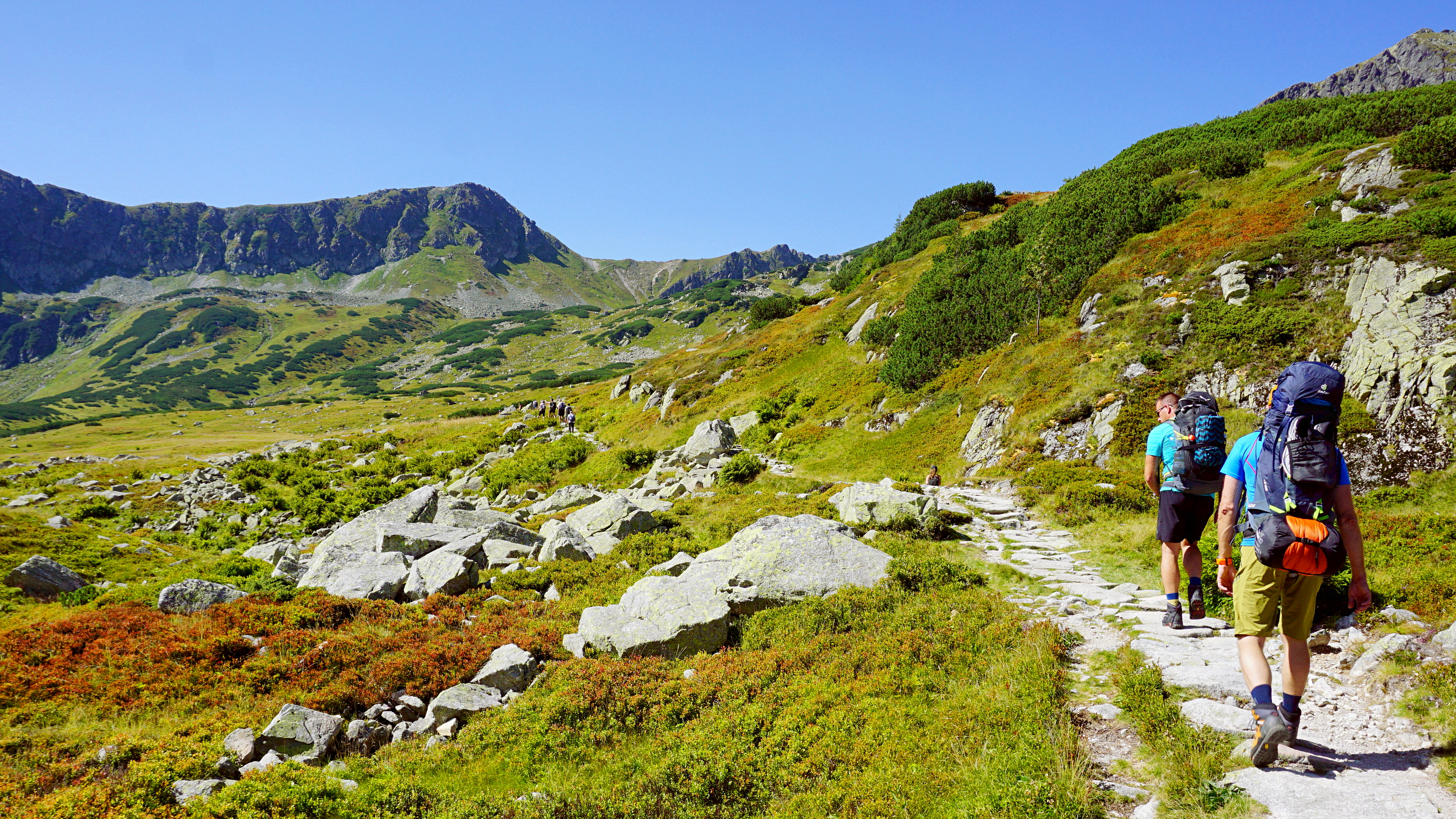
Turisté v polských Tatrách

Turistika v horách je jedním z druhů turistiky, který má svá specifika a vyžaduje některé další znalosti (např. složitější orientace v terénu, umět předvídat rychlé a častější změny v počasí) a dovednosti (k pohybu v terénu je v obtížnějších úsecích nutno používat i horolezecké techniky, k zajištění bezpečnosti se užívají další prostředky – vystrojení cesty ocelovými lany, jištění horolezeckým způsobem, užívání horolezecké výzbroje pro pohyb na ledovcích atp.) Horská turistika tak tvoří plynulý přechod od pěší turistiky, přes náročné formy uváděné jako tzv. vysokohorská turistika (VHT) – až po další plynulý přechod do alpinismu. Méně náročné formy jsou proto dostupné komukoliv, náročnější formy vyžadují získání dalších znalostí a dovedností nejlépe pod odborným vedením.
Horskou turistiku lze provozovat buď individuálně, organizovaně (zejména oddíly VHT v Klubu českých turistů, nenáročné akce horolezeckých oddílů, atp.) nebo na komerční bázi prostřednictvím zájezdů cestovních kanceláří.

## Oblasti pro horskou turistiku
V Československu byla vysokohorská turistika možná v jediných československých velehorách, ve slovenských Vysokých Tatrách. Postupně pak byla omezována správou TANAPu, takže na místa mimo značené turistické cesty se mnohde smí jen s placeným horským vůdcem TANAPu.
Na území Česka lze vzhledem k terénním podmínkám provozovat v horách jen méně náročné formy horské turistiky a dále přípravu na náročnější akce VHT výcvikem na horolezeckých cvičných terénech či umělých stěnách.
V zahraničí lze absolvovat jak méně náročné, tak náročnější formy – především v Alpách je řada snadných i obtížných cest vybavena fixním jištěním – tzv. zajištěná cesta (Klettersteig, via ferrata). Počet těchto cest v poslední době rychle roste – jako možnost, jak přilákat do dané lokality další turisty.

## Vybavení pro horskou turistiku
Vybavení pro horskou turistiku závisí do značné míry na náročnosti provozované aktivity. Nezbytností je kvalitní turistická výstroj (oblečení a obutí), často je však zapotřebí rovněž výzbroj (jistící set, přilba, lano, cepín, mačky a další). V posledních desetiletích prošlo vybavení pro horskou turistiku výraznou modernizací, výrazně se uplatňují různé syntetické materiály (Coolmax, Moira, Fleece, Windstopper, Pertex, Gore-Tex a podobně)
- oblečení - používá se tzv. cibulový princip (oblékání do více vrstev, z nichž každá má svou funkci - odvádění vlhkosti od pokožky, prodyšnost, tepelná izolace, ochrana před větrem, ochrana před deštěm)
- boty - pro horskou turistiku se nejčastěji požívají tzv. pohorky - celokožené kotníkové boty s tuhou podešví a hrubým vzorkem podrážky (nejčastěji Vibram)
- batoh - podle délky a náročnosti túry se liší velikost použitého batohu od objemu 20 l až po 70 l, výjimečně i více
- stan - v současnosti se nejčastěji používají dvojité stany sestávající z prodyšného vnitřního stanu a nepromokavého tropika, důležitým ukazatelem u stanů je vodní sloupec tropika a podlážky udávající odlnost vůči vlhkosti
- spací pytel (spacák) - používají se především spacáky anatomického střihu (tzv. mumie), jako izolační náplň se používají dutá vlákna nebo peří
- karimatka - podložka pod spacák, používají se karimatky z pěnového polyetylenu nebo samonafukovací
- vařič - podle používaného paliva se dělí na plynové, benzínové a lihové
- buzola
- GPS
- přilba
- úvazek - podle typu konstrukce se dělí na sedací (sedák), prsní (prsák) a celotělový, používají se při pohybu po zajištěných cestách a po ledovci a rovněž při horolezectví
- jistící set - naváže se k úvazku a pomocí něho se připíná k jistícímu lanu, pro jištění na zajištěných cestách se nejvíce používá ferratový set typu „Y“
- karabiny - využívají se při pohybu po zajištěných cestách a po ledovci (jako součást jistícího setu), na slaňování či dojištění
- lano - při horské turistice se používá především k jištění na ledovci (k dojištění obtížných úseků a k případnému zachycení pádu)
- mačky
- cepín
- teleskopické hole - jejich použití je zvláště vhodné při pohybu s těžkým batohem

## Znalosti a dovednosti
- chůze v terénu, pohyb po sněhu, pohyb po ledovci, lezecký pohyb
- stanování, bivakování
- první pomoc
- odhad počasí, chování při bouřce
- orientace v terénu, čtení mapy

## Knihy o horské turistice
V češtině existuje řada knih, které pojednávají o horské turistice jak odborně, tak i beletristicky.

### Výběr odborné literatury
- BOŠTÍKOVÁ, S. Vysokohorská turistika. 1. vydání. Praha, Grada Publishing, 2004.
- HEJL, I. a kol. Turistika v horách. 3. doplněné vydání. Praha, Olympia, 1990.
- KRŠKO, A. Pohyb v neledovcových horách. 1. vydání. Praha, Alpy, 2002.
- NEUMAN, J. a kol. Turistika a sporty v přírodě. 1. vydání. Praha, Portál, 2000.
- WINTER, S. Vysokohorská turistika. 1. vydání. České Budějovice, Kopp, 2003.

### Horská turistika v beletrii
Z beletristických knih pojednávajících o horské turistice se takřka kultovními staly především Proč bychom se nepotili aneb Jak se chodí po horách od Zdeňka Šmída a Karpatské hry od Miloslava Nevrlého.